# HH. Laurentius en Maria Magdalenakerk
De HH. Laurentius en Maria Magdalenakerk was een oudkatholiek kerkgebouw aan de Nobelstraat 22 in de wijk Blijdorp in Rotterdam.
De kerk was de opvolger van de Oppertse Kerk die verwoest werd tijdens het bombardement op Rotterdam. De parochie van de Oppert trok na de verwoesting van de Oppertse Kerk in bij haar zusterparochie van de Paradijskerk tot zij in 1951 een nieuwe kerk liet bouwen aan de Nobelstraat.
In 1990 werd de parochie gefuseerd met de parochie van Schiedam ('t Huis te Poort). In 1991 werd het gebouw aan de Nobelstraat gesloopt.